# Oak Park (Minnesota)
Pour les articles homonymes, voir Oak Park.
Oak Park est une communauté non incorporée du Comté de Benton dans l'état du Minnesota.
Elle doit son nom à un bosquet de chênes situés à proximité.